# 皇仁舊生會中學
皇仁舊生會中學（英語：Queen's College Old Boys' Association Secondary School），香港政府津貼男女子中學，位於新界青衣長安邨第一期，於1987年開校。

## 概述
皇仁舊生會中學由皇仁書院舊生會開辦，於1987年9月開校，主要由皇仁書院兩位舊生霍英東和何鴻燊資助興建。校訓「業廣惟勤」出自儒家五經之一的《書經》，由文史學者吳天任建議，有秉承皇仁書院校訓「勤有功」之意。皇仁書院與皇仁舊生會中學關係密切，常有交流。
校址位於香港新界青衣長安邨第一期，與長安邨同期興建。
該校實施德、智、體、群、美全人教育，培養學生獨立思考、分析及良好的表達能力，並協助他們建立正確及恢宏的道德觀、歷史觀和世界觀，為學生提供優良的學習環境及全面而均衡的課程，並訓練他們如何學習，讓他們愉快地學習，發展潛能，建立自信。

## 設施
校舍面積一萬平方米，全校課室及特別室安裝空調設施。除課室、標準特別室及球場外，另設有多媒體學習中心、學生活動中心、多用途會議室、校園電視台、英語閣、健身室、傷健人士設施、資訊科技教材製作中心、蝴蝶園、風力發電及空中花園教育設施、六線廿五米泳池等。
泳池、健身室及圖書館的圖片，可按此到學校網頁瀏覽 （页面存档备份，存于）
開辦之初全校已安裝冷氣系統。泳池在籌建學校時已有計劃興建，於1990年代初動工。

## 歷任校長
- 趙東成（1987年 - 1997年，皇仁書院前校長）[3][6]
- 陳建偉（1997年 - 2006年）
- 許湧鐘，BBS，JP（2006年 - 2019年）
- 許建業（2019年 -）（此校校友）[4]

## 著名校友
- 葉鴻輝：現任香港足球代表隊及東方正選門將[7]
- 崔文翰：澳大利亞香港伍倫貢學院人文學院副院長[7][8]
- 吳嘉倫：香港科技大學生命科學部哲學博士、生化研究工作者[7]
- 曾智聰：香港公開大學人文社會科學學院助理教授[9]
- 黃逸珊：香港理工大學人文學院英語教學中心導師[10]
- 鄺梓龍：香港理工大學應用生物及化學科技學系科學主任
- 許建業：皇仁舊生會中學校長、香港課外活動主任協會前主席
- 韋淑貞：博愛醫院陳國威小學校長[11]
- 林泳施：瑪利灣學校校長[12]
- 鄧允傳：政府飛行服務隊一級機師
- 鄧永健：香港男演員[13]
- 李婷（李悅彤）：無綫電視藝員
- 陳佳儀：亞視新聞主播
- 金玲彤：亞視新聞主播
- 李美琳：《2012中國小姐大賽》香港賽區冠軍
- 何衍隆：香港歌手
- 陳曉婷：《杜汶澤喱騷》演出者
- 郭㙟豐：2020-2024北區區議員（天平西）
- 鄒家成：香港本土派政治家

## 事故
2017年10月，該校實驗室發生懷疑氯氣洩漏事故，8名學生不適送院。

## 備註
1. ↑  根據教育局文件，屬於公帑資助學校內高於標準的設施。

## 外部連結
- 皇仁舊生會中學 （页面存档备份，存于）
- 皇仁舊生會中學概覽
- eClass - 皇仁舊生會中學